# Förslag (musik)
Förslag (med betoning på båda stavelserna) - term från satsläran. En av de betonade dissonanserna.
Tonen ifråga:
1. behöver inte alls förberedas - till skillnad från förhållningen
2. skapar en dissonans mot någon annan ton i det harmoniska eller kontrapunktiska sammanhanget
3. faller (oftast en halvton nedåt - men kan i undantagsfall gå uppåt, beroende på sammanhanget) så att konsonans kan uppstå

I sträng sats ska alla betonade dissonanser vara av den förberedda typen, kallad förhållning. Förslaget förekommer dock i fri sats.